# Землетрясение в Каикоуре
Землетрясение в Каикоуре, магнитудой 7,8, произошло 13 ноября 2016 года в 11:02 по всемирному координированному времени (14 ноября 2016 в 00:02:56 по местному времени) на Южном острове Новой Зеландии.

Карта землетрясений в Каикоуре

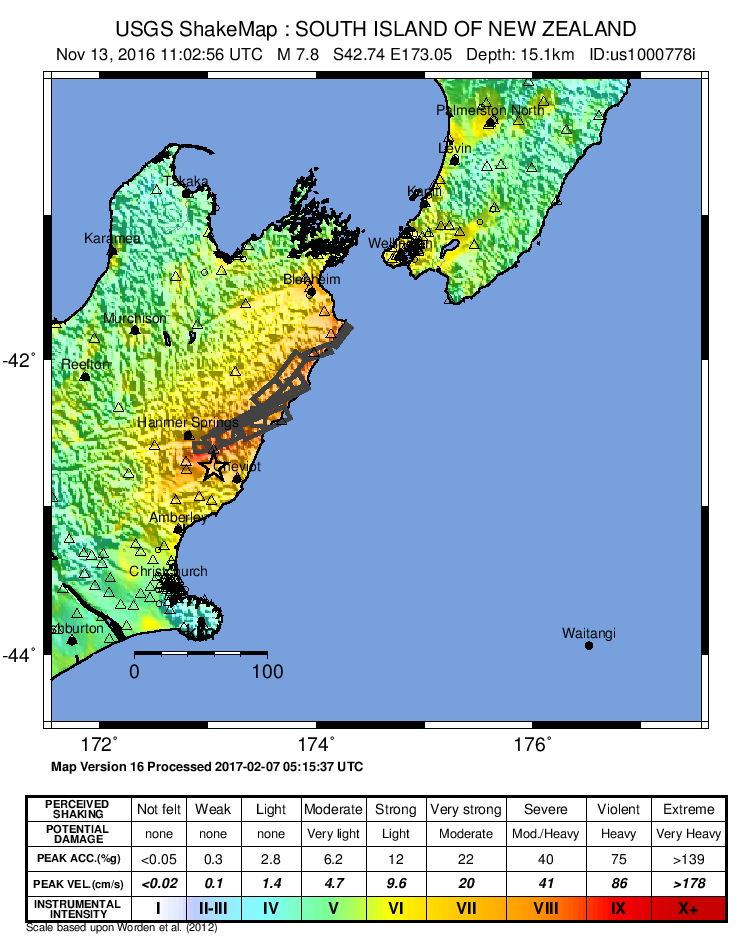
Карта сейсмических толчков для данного события, USGS

Землетрясение произошло примерно в 15 километрах к северо-востоку от Калвердена и в 60 километрах к юго-западу от туристического города Каикоура, на глубине около 15 километров. Основные толчки продолжались около 2 минут. Наибольшее количество энергии высвободилось далеко к северу от эпицентра.
Разрывы земной коры произошли в многочисленных разломах, и землетрясение описывалось как «самое сложное из когда-либо изученных землетрясений». Интенсивность землетрясения достигла IX (сильное) по шкале Меркалли. Пиковое ускорение грунта составило 3,32 g.
В результате землетрясения образовалось цунами высотой 7 метров, возникли разрушения и оползни. Оползни перекрыли главную местную дорогу и временно перегородили реку Кларенс. Два человека погибло в Каикоуре и Маунт-Лайфорде, 57 пострадали.
По страховке были получены выплаты на сумму более 1,8 млрд новозеландских долларов.

## Землетрясение

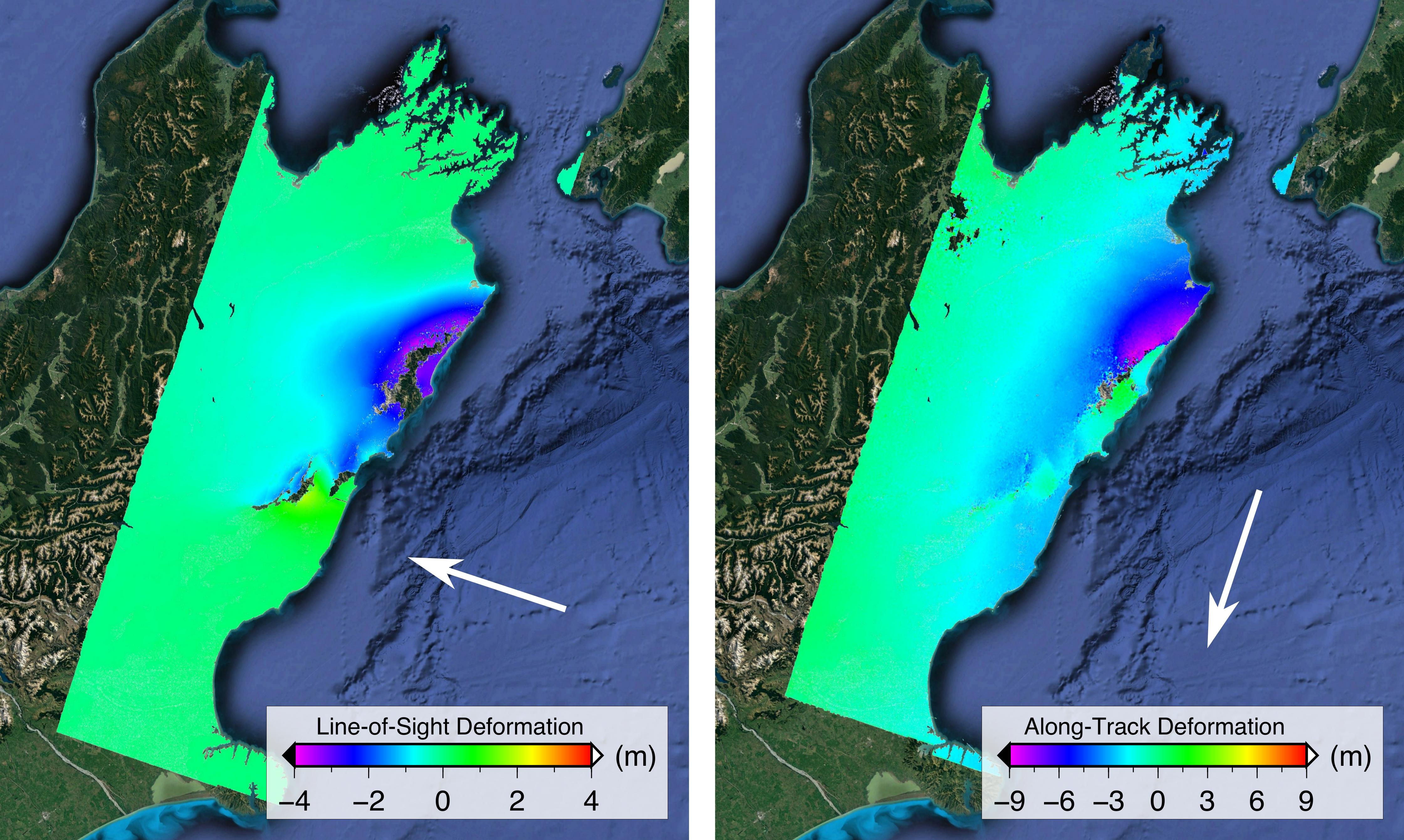
Изображение со спутникового радара, показывающее смещение горных пород в результате землетрясения

Землетрясение произошло в результате смещения в сбросо-сдвиговом разломе. Сложная последовательность разрывов общей магнитудой 7,8 началась в 00:02:56 NZDT 14 ноября 2016 года и продолжалась около двух минут. Гипоцентр (точка очага землетрясения) находился на глубине 15 километров. Эпицентр (точка на поверхности Земли над гипоцентром) находился в 15 км к северо-востоку от Калвердена и в 95 км от Крайстчерча. От гипоцентра разрывы земной коры распространились на север со скоростью 2 км в секунду на расстояние до 200 км. Наибольшее количество высвободившейся энергии произошло не в эпицентре, а в 100 км к северу от Седдона. Первоначальные полевые исследования показали наличие разрывов как минимум на шести разломах, а более детальные исследования подтвердили наличие разрывов на двадцати пяти разломах. Это землетрясение побило мировой рекорд по наибольшему количеству разломов, разорвавшихся при одном землетрясении. Землетрясение было оценено как «самое сложное из когда-либо изученных» и заставило пересмотреть ряд предположений о процессах землетрясения.
На разломе Кекеренгу наблюдались подвижки грунта до 10 м, подвижки на разломе Хундали, недавно обнаруженном в заливе Уаипапа, а также незначительные подвижки на морском сегменте разлома Хоуп, разрывы на разломе Хампс и в районе равнины Эму. Морское продолжение разлома Кекеренгу на северо-востоке, известное как разлом Нидлс, также разорвалось. Морской геолог NIWA, доктор Филип Барнс, сказал, что длина разлома Кекеренгу-Нидлс может составлять около 70 км, из них 36 км на суше и 34 км под водой.
Мыс Кэмпбелл, расположенный на северо-восточной оконечности Южного острова, сдвинулся на северо-северо-восток более чем на два метра, что сделало его намного ближе к Северному острову, и поднялся почти на один метр. Каикоура переместилась на северо-восток почти на один метр и поднялась на семьдесят сантиметров. Восточное побережье Северного острова сдвинулось к западу на пять сантиметров, а район Веллингтона — на два-шесть сантиметров к северу. Крайстчерч сдвинулся на два сантиметра к югу.

## Цунами
Цунами, последовавшее за землетрясением в Каикоуре, достигло пиковой высоты около 7 метров. Наибольшая высота цунами была зафиксирована в Гусиной бухте, где максимальная высота подъёма над уровнем прилива во время цунами составила 6,9 м ± 0,3 м. В Оаро высота цунами составила 5,3 м ± 0,3 м. Морская и пресноводная флора и фауна были позже обнаружены разбросанными по пойме реки Оаро до 250 метров вглубь от отметки прилива.
Сразу же после землетрясения уровень прилива на мареографе Каикоура начал падать. За 25 минут он опустился примерно на 2,5 м, что является классическим признаком цунами. В течение следующих 15 минут уровень воды поднялся с самого низкого уровня примерно на 4 м. За этим последовала серия волн, продолжавшаяся несколько часов. Уровень воды в Каикоуре поднялся на 2,5 м выше обычного. Этот уровень сложился из подъёма на 1,5 м, измеренного на мареографе, и подъёма на 1 м самого мареографа, поскольку на эту величину поднялось морское дно и окружающая суша. Некоторые другие мареографы, зафиксировавшие цунами, находились в гавани Веллингтона, Каслпойнте, Крайстчерче и на Чатемских островах.
Цунами высотой около пяти метров обрушилось на обращенный к северу залив Литтл-Пиджен на полуострове Банкс. В заливе находилось только одно здание — незанятый дом для отдыха, который был сорван с фундамента и сильно повреждён. В соседнем заливе Пиджен цунами наблюдалось около двух часов ночи, но не причинило никакого ущерба.

## Жертвы и ущерб

### Каикоура и Северное Кентербери
Два человека погибли в результате землетрясения. Один мужчина погиб при обрушении исторической усадьбы Элмс-Фарм возле Каикоуры. Из-под обломков дома были спасены ещё два человека, включая 100-летнюю мать мужчины. Другая жертва — женщина, она погибла в бревенчатом доме, который был повреждён в Маунт-Лайфорд. В первых сообщениях говорилось, что причиной её смерти стал сердечный приступ, но вскрытие позже показало, что это была травма головы, полученная во время землетрясения.
Многие основные дороги на Южном острове были закрыты из-за оползней и повреждения мостов, включая государственное шоссе 1 между Пиктоном и Уаипарой и шоссе 7 между Уаипарой и Спрингс-Джанкшн (поворот на SH 65). Большинство дорог было очищено в течение 24 часов, но шоссе SH 1 между Седдоном и Чевиотом через Каикоуру и внутренняя дорога Каикоура оставались закрытыми. Закрытие шоссе SH 1, внутренней дороги Каикоура и Главной северной линии железной дороги фактически отрезало все сухопутные пути в Каикоуру.
По состоянию на утро 19 ноября Каикоура оставалась отрезанной от внешнего мира из-за оползней, повреждённых мостов и инфраструктуры, проседания дорог и риска падения обломков. Транспортное агентство Новой Зеландии заявило, что ремонт шоссе 1 займет несколько месяцев, а ремонт железнодорожной линии, ключевой для грузового сообщения между Веллингтоном и Крайстчерчем, займёт более года. На участках маршрута объезда через государственные шоссе 63, 6, 65 и 7 интенсивность движения была в четыре раза выше обычной.
К 19 ноября в городе Каикоура в основном было восстановлено водоснабжение, но оно находилось в «хрупком состоянии», и требовалась экономия воды. Канализационная система была «серьёзно повреждена» и непригодна для использования.
30 ноября 2016 года внутренняя дорога Каикоура, переименованная в «Дорогу аварийного доступа Каикоура», была вновь открыта для гражданских водителей, имеющих разрешение, и в ограниченное время суток. Двадцать пять бригад работали над расчисткой 50 оползней только на этом шоссе. 19 декабря 2016 года оно было вновь открыто для движения без ограничений.
Государственное шоссе 1 к югу от Каикоуры вновь открылось через два дня, 21 декабря 2016 года, хотя и только в светлое время суток. Ремонт шоссе к северу от Каикоуры занял значительно больше времени, и отремонтированное шоссе было открыто более года спустя, 15 декабря 2017 года. В результате длительного закрытия государственного шоссе 1 к северу от Каикоуры (между Мангамауну и Кларенсом) единственным основным маршрутом из Пиктона в Крайстчерч стал объезд через перевал Льюис. Это шоссе пришлось значительно модернизировать в связи с возросшим транспортным потоком.
Участок железнодорожной ветки Главной северной линии от Пиктона на юг до озера Грассмир вновь открылся 16 января 2017 года. Полностью железная дорога от Пиктона до Крайстчерча была восстановлена только 15 сентября 2017 года, хотя после этого обслуживание было ограничено из-за продолжающихся оползней и ремонтных работ; пассажирское сообщение возобновилось только 1 декабря 2018 года.

### Последствия для экологии
Подъём береговой линии в Каикоуре (до 6 метров) обнажил приливную зону, что привело к масштабному отмиранию многих организмов, включая бычью ламинарию Durvillaea. Потеря ламинарии Durvillaea вызвала экологические нарушения, значительно повлияв на биоразнообразие местного приливного сообщества. Через два года после землетрясения аэрофотосъемка с беспилотника показала, что численность Durvillaea оставалась низкой на рифах со значительным подъёмом, но при этом были обнаружены морские популяции-убежища, которые реже обнаруживались полевыми исследователями.
Колония буревестников Хаттона (Puffinus huttoni) в морских хребтах Каикоуры была сильно повреждена землетрясением. Крупные оползни погребли под собой до 20 % территории колонии. Сильная тряска нарушила целостность многих норок в оставшихся местах обитания, покрытых галечником и почвенным туссоком, используемых этими морскими птицами, гнездящимися в высокогорных районах. В середине ноября у птиц был пик кладки яиц, и, поскольку землетрясение произошло в полночь, потери птиц, гнездящихся в гнездовых норах, были значительными.

### Веллингтон
В городе Веллингтон были повреждены здания, некоторые из них не подлежали восстановлению. Повреждения доков ненадолго остановили паромное сообщение через пролив Кука; контейнерные перевозки не возобновлялись более десяти месяцев. Городскому совету Веллингтона были предоставлены специальные полномочия требовать отчёты от владельцев зданий, и возникли сомнения в применении этих правил. Несколько зданий были временно закрыты из-за сомнений в безопасности лестничных пролётов. В Лоуэр-Хатт кинокомплекс и часть автостоянки в торговом центре Queensgate были признаны небезопасными и снесены. На железнодорожной станции Ава один из пандусов для пешеходов был повреждён и демонтирован 17—18 декабря, в результате чего станция осталась без доступа для инвалидов; пандус был восстановлен и вновь открыт в октябре 2018 года.
54-летнее девятиэтажное офисное здание по адресу Моулсуорт-стрит, 61, ранее принадлежавшее ICI, было снесено в декабре 2016 года после опасений, что оно может обрушиться. Повреждённое здание парковки кинотеатра «Рединг Синема» у Кортенэй-Плейс было снесено в январе 2017 года. В результате обрушения обоих зданий участок прилегающей улицы (Моулсворт-стрит и Тори-стрит) был на некоторое время перекрыт.
К февралю 2017 года сумма претензий по страхованию бизнеса превысила 900 млн новозеландских долларов. На регион Веллингтон пришлось две трети (65 %) всех убытков, затем верхняя часть Южного острова — 25 %, Кентербери — 8 % и оставшиеся 2 % — другие претензии Северного острова.
В 2016 и 2017 годах было решено, что ещё несколько зданий будут снесены, а не отремонтированы: блок Фигаро в деревне для пенсионеров Мальвина-Мейджор на Бирма-роуд в Джонсонвилле, одиннадцатилетний семиэтажный штаб NZDF, и здание Статистической службы Новой Зеландии на набережной. Несколько зданий разрушились из-за неудовлетворительных конструктивных особенностей или обрушения строительных коммуникаций в зданиях, построенных в предыдущее десятилетие.

### Крайстчерч
Несколько домов в прибрежном пригороде Нью-Брайтон в Крайстчерче были разграблены после того, как жильцы покинули их из-за опасности цунами.

### Региональные последствия
Школам и университетам по всему региону было приказано оставаться закрытыми до оценки ситуации, что повлияло на проведение выпускных экзаменов NCEA для учащихся средних школ. Экзамены в день землетрясения были отменены во многих школах, включая все школы Веллингтона. Учащиеся получили производные оценки за все экзамены, которые должны были быть сданы на неделе после землетрясения.

## Реакция
Премьер-министр Джон Ки осмотрел разрушения с воздуха и позже описал их как «полное опустошение», оценив, что восстановление займет месяцы и обойдется в миллиарды долларов.
Вооружённые силы Новой Зеландии направили пять вертолётов Королевских новозеландских ВВС (четыре NH90 и один Agusta A109), P-3 Orion и C-130 Hercules для обследования и обеспечения предметами первой необходимости наиболее пострадавших районов вокруг Каикоуры. Аэродром Каикоуры был слишком мал, чтобы принимать большие многомоторные самолёты, поэтому авиация ограничивалась вертолётами и небольшими самолётами. Многоцелевое судно Королевских ВМС Новой Зеландии HMNZS Canterbury и патрульное судно внебереговой зоны HMNZS Wellington были направлены в Каикоуру для оказания помощи и эвакуации людей. Суда HMCS Vancouver, HMAS Darwin и USS Sampson, находившиеся в водах Новой Зеландии на праздновании 75-летия RNZN в Окленде, были перенаправлены правительствами своих стран для оказания помощи. На помощь были направлены P-3 Orion из эскадрильи морского патрулирования VP-47 ВМС США и два Kawasaki P-1 из 3-й эскадрильи воздушного патрулирования Морских сил самообороны Японии, которые также находились на базе RNZAF Whenuapai для участия в мероприятиях по случаю 75-летия RNZN. Силы обороны Новой Зеландии также направили HMNZS Te Kaha и HMNZS Endeavour для поддержки операции.
Новозеландская пожарная служба направила городские поисково-спасательные команды в Веллингтон и Каикоуру. Парамедики также были направлены из службы скорой помощи Святого Иоанна в Новой Зеландии.
К позднему вечеру 15 ноября из Каикоуры по воздуху было вывезено почти 200 человек, а на следующее утро ещё предстояло эвакуировать около 1000 человек. Застрявшие туристы, у которых были проблемы со здоровьем и планы поездок, были включены в список приоритетных рейсов. 16 ноября в Каикоуру прибыл корабль HMNZS Canterbury, который утром следующего дня доставил около 450 эвакуированных, 4 собаки и 7 тонн багажа в Литтелтон.
Утром 20 ноября HMNZS Canterbury прибыл в Литтелтон с ещё одной группой эвакуированных, в результате чего общее число эвакуированных из Каикоуры составило более 900 человек.

## Афтершоки

Магнитуда землетрясений в Каикоуре
Количество афтершоков в радиусе 200 км от Каикоуры

| Афтершоки ≥ M5,0 | Афтершоки ≥ M5,0 | Афтершоки ≥ M5,0 | Афтершоки ≥ M5,0 | Афтершоки ≥ M5,0                         | Афтершоки ≥ M5,0 |
| Дата             | Время (NZDT)     | Магнитуда        | Глубина          | Эпицентр                                 | Ссылка           |
| ---------------- | ---------------- | ---------------- | ---------------- | ---------------------------------------- | ---------------- |
| 14 ноября 2016   | 00:02:56         | 7.8              | 15 км (9 миль)   | 15 км к северо-востоку от Калвердена     | [ 92 ]           |
| 14 ноября 2016   | 00:16:10         | 5.6              | 2 км (1 миль)    | 5 км к западу от Калвердена              | [ 93 ]           |
| 14 ноября 2016   | 00:19:32         | 5.9              | 12 км (7 миль)   | 45 км к северу от Каикоуры               | [ 93 ]           |
| 14 ноября 2016   | 00:24:17         | 5.6              | 12 км (7 миль)   | 40 км к северу от Каикоуры               | [ 94 ]           |
| 14 ноября 2016   | 00:30:25         | 5.0              | 15 км (9 миль)   | 30 км к северу от Чевиота                | [ 95 ]           |
| 14 ноября 2016   | 00:32:06         | 6.2              | 29 км (18 миль)  | 15 км к северу от Каикоуры               | [ 96 ]           |
| 14 ноября 2016   | 00:33:49         | 5.5              | 6 км (4 миль)    | 25 км к юго-востоку от Седдона           | [ 97 ]           |
| 14 ноября 2016   | 00:41:48         | 5.6              | 9 км (6 миль)    | 20 км к юго-востоку от Седдона           | [ 98 ]           |
| 14 ноября 2016   | 00:52:44         | 6.2              | 32 км (20 миль)  | 25 км к северу от Каикоуры               | [ 99 ]           |
| 14 ноября 2016   | 01:03:53         | 5.2              | 9 км (6 миль)    | 15 км к юго-востоку от Седдона           | [ 100 ]          |
| 14 ноября 2016   | 01:04:21         | 5.3              | 10 км (6 миль)   | 15 км к юго-востоку от Веллингтона       | [ 101 ]          |
| 14 ноября 2016   | 01:20:41         | 5.0              | 30 км (19 миль)  | 25 км к северо-востоку от Каикоуры       | [ 102 ]          |
| 14 ноября 2016   | 01:25:55         | 5.2              | 30 км (19 миль)  | 10 км к северу от Калвердена             | [ 103 ]          |
| 14 ноября 2016   | 01:27:59         | 5.2              | 30 км (19 миль)  | 10 км к северо-востоку от Каикоуры       | [ 104 ]          |
| 14 ноября 2016   | 01:37:43         | 5.2              | 15 км (9 миль)   | 25 км к западу от Каикоуры               | [ 105 ]          |
| 14 ноября 2016   | 01:38:38         | 5.3              | 7 км (4 миль)    | 15 км к востоку от Седдона               | [ 106 ]          |
| 14 ноября 2016   | 01:52:18         | 5.1              | 17 км (11 миль)  | 15 км к северо-востоку от Каикоуры       | [ 107 ]          |
| 14 ноября 2016   | 02:21:11         | 5.7              | 0 км (0 миль)    | 25 км к юго-востоку от Седдона           | [ 108 ]          |
| 14 ноября 2016   | 02:31:26         | 6.0              | 25 км (16 миль)  | 15 км к северу от Каикоуры               | [ 109 ]          |
| 14 ноября 2016   | 02:50:01         | 5.1              | 8 км (5 миль)    | 20 км к юго-востоку от Седдона           | [ 110 ]          |
| 14 ноября 2016   | 03:04:04         | 5.1              | 38 км (24 миль)  | 35 км к северу от Чевиота                | [ 111 ]          |
| 14 ноября 2016   | 04:33:03         | 5.3              | 16 км (10 миль)  | 20 км к юго-востоку от Седдона           | [ 112 ]          |
| 14 ноября 2016   | 06:17:39         | 5.1              | 9 км (6 миль)    | в радиусе 5 км от Каикоуры               | [ 113 ]          |
| 14 ноября 2016   | 07:34:26         | 5.2              | 23 км (14 миль)  | 20 км к юго-востоку от Седдона           | [ 114 ]          |
| 14 ноября 2016   | 07:58:45         | 5.4              | 19 км (12 миль)  | 15 км к юго-востоку от Седдона           | [ 115 ]          |
| 14 ноября 2016   | 07:59:10         | 5.2              | 51 км (32 миль)  | 20 км к северо-востоку от Каикоуры       | [ 116 ]          |
| 14 ноября 2016   | 08:09:14         | 5.0              | 17 км (11 миль)  | 10 км к юго-востоку от Седдона           | [ 117 ]          |
| 14 ноября 2016   | 08:28:44         | 5.1              | 8 км (5 миль)    | 25 км к востоку от Седдона               | [ 118 ]          |
| 14 ноября 2016   | 09:21:27         | 5.0              | 14 км (9 миль)   | 25 км к востоку от Седдона               | [ 119 ]          |
| 14 ноября 2016   | 09:22:14         | 5.0              | 27 км (17 миль)  | 15 км к северо-востоку от Каикоуры       | [ 120 ]          |
| 14 ноября 2016   | 09:51:21         | 5.1              | 82 км (51 миль)  | 40 км к северо-востоку от Ханмер-Спрингс | [ 121 ]          |
| 14 ноября 2016   | 11:19:32         | 5.4              | 45 км (28 миль)  | 35 км к востоку от Ханмер-Спрингс        | [ 122 ]          |
| 14 ноября 2016   | 12:17:32         | 5.2              | 27 км (17 миль)  | 35 км к северо-востоку от Каикоуры       | [ 123 ]          |
| 14 ноября 2016   | 12:49:11         | 5.2              | 13 км (8 миль)   | 25 км к востоку от Седдона               | [ 124 ]          |
| 14 ноября 2016   | 12:54:43         | 5.0              | 22 км (14 миль)  | 30 км к юго-западу от Каикоуры           | [ 125 ]          |
| 14 ноября 2016   | 13:33:51         | 5.7              | 16 км (10 миль)  | 30 км к юго-западу от Каикоуры           | [ 126 ]          |
| 14 ноября 2016   | 13:34:22         | 6.3              | 35 км (22 миль)  | 30 км к юго-западу от Каикоуры           | [ 127 ]          |
| 14 ноября 2016   | 14:28:22         | 5.5              | 35 км (22 миль)  | 30 км к юго-западу от Каикоуры           | [ 128 ]          |
| 14 ноября 2016   | 14:30:14         | 5.3              | 45 км (28 миль)  | 30 км к юго-западу от Каикоуры           | [ 129 ]          |
| 14 ноября 2016   | 18:16:31         | 5.0              | 55 км (34 миль)  | 30 км к юго-западу от Каикоуры           | [ 130 ]          |
| 14 ноября 2016   | 19:43:00         | 5.6              | 23 км (14 миль)  | 30 км к юго-западу от Каикоуры           | [ 131 ]          |
| 14 ноября 2016   | 19:47:52         | 5.7              | 53 км (33 миль)  | 30 км к юго-западу от Каикоуры           | [ 132 ]          |
| 14 ноября 2016   | 20:21:04         | 5.8              | 23 км (14 миль)  | 30 км к юго-западу от Каикоуры           | [ 133 ]          |
| 14 ноября 2016   | 22:49:56         | 5.0              | 8 км (5 миль)    | 30 км к юго-западу от Каикоуры           | [ 134 ]          |
| 15 ноября 2016   | 00:16:42         | 5.1              | 25 км (16 миль)  | 15 км к востоку от Седдона               | [ 135 ]          |
| 15 ноября 2016   | 08:17:33         | 5.0              | 19 км (12 миль)  | 15 км к северу от Каикоуры               | [ 136 ]          |
| 15 ноября 2016   | 14:34:45         | 5.8              | 4 км (2 миль)    | 15 км к востоку от Седдона               | [ 137 ]          |
| 15 ноября 2016   | 14:43:52         | 5.2              | 12 км (7 миль)   | 15 км к востоку от Седдона               | [ 138 ]          |
| 15 ноября 2016   | 18:09:27         | 5.4              | 7 км (4 миль)    | 15 км к северо-западу от Каикоуры        | [ 139 ]          |
| 15 ноября 2016   | 19:30:33         | 5.8              | 7 км (4 миль)    | 20 к северу от Каикоуры                  | [ 140 ]          |
| 17 ноября 2016   | 10:05:00         | 5.0              | 22 км (14 миль)  | 10 км к юго-востоку от Седдона           | [ 141 ]          |
| 19 ноября 2016   | 03:22:58         | 5.0              | 21 км (13 миль)  | 20 км к северо-востоку от Чевиота        | [ 142 ]          |
| 20 ноября 2016   | 19:52:48         | 5.0              | 21 км (13 миль)  | 25 км к юго-западу от Каикоуры           | [ 143 ]          |
| 22 ноября 2016   | 18:13:34         | 5.7              | 21 км (13 миль)  | 15 км к юго-востоку от Калвердена        | [ 144 ]          |
| 4 декабря 2016   | 16:15:47         | 5.5              | 12 км (7 миль)   | 10 км к востоку от Седдона               | [ 145 ]          |
| 29 декабря 2016  | 15:34:33         | 5.5              | 15 км (9 миль)   | 35 км к востоку от Седдона               | [ 146 ]          |
| 6 января 2017    | 00:17:33         | 5.3              | 13 км (8 миль)   | 20 км к юго-западу от Седдона            | [ 147 ]          |
| 11 января 2017   | 13:19:22         | 5.1              | 11 км (7 миль)   | 15 км к востоку от Седдона               | [ 148 ]          |
| 1 февраля 2017   | 23:21:29         | 5.1              | 16 км (10 миль)  | 10 км к северо-востоку от Каикоуры       | [ 149 ]          |
| 12 февраля 2017  | 09:18:54         | 5.2              | 9 км (6 миль)    | 15 км к северо-западу от Калвердена      | [ 150 ]          |
| 2 марта 2017     | 08:01:02         | 5.2              | 12 км (7 миль)   | 20 км к юго-западу от Чевиота            | [ 151 ]          |
| 20 сентября 2017 | 14:42:10         | 5.1              | 15 км (9 миль)   | 30 км к северо-востоку от Седдона        | [ 152 ]          |
| 22 октября 2017  | 17:10:59         | 5.6              | 8 км (5 миль)    | 10 км к западу от Каикоуры               | [ 153 ]          |

## Галерея

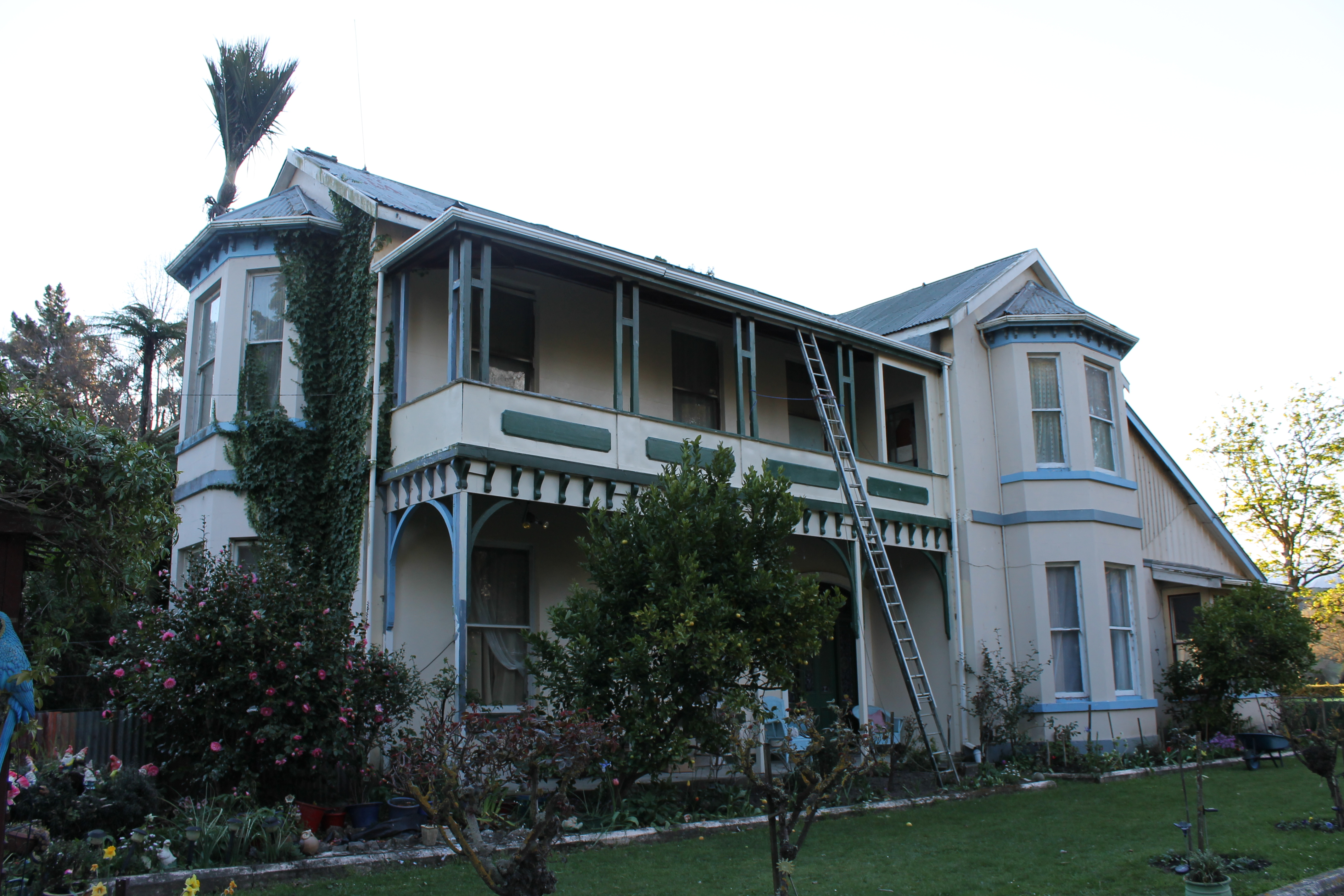
Усадьба Элмс, изображённая здесь по состоянию на 2012 год, обрушилась во время землетрясения, в результате чего погиб один человек.
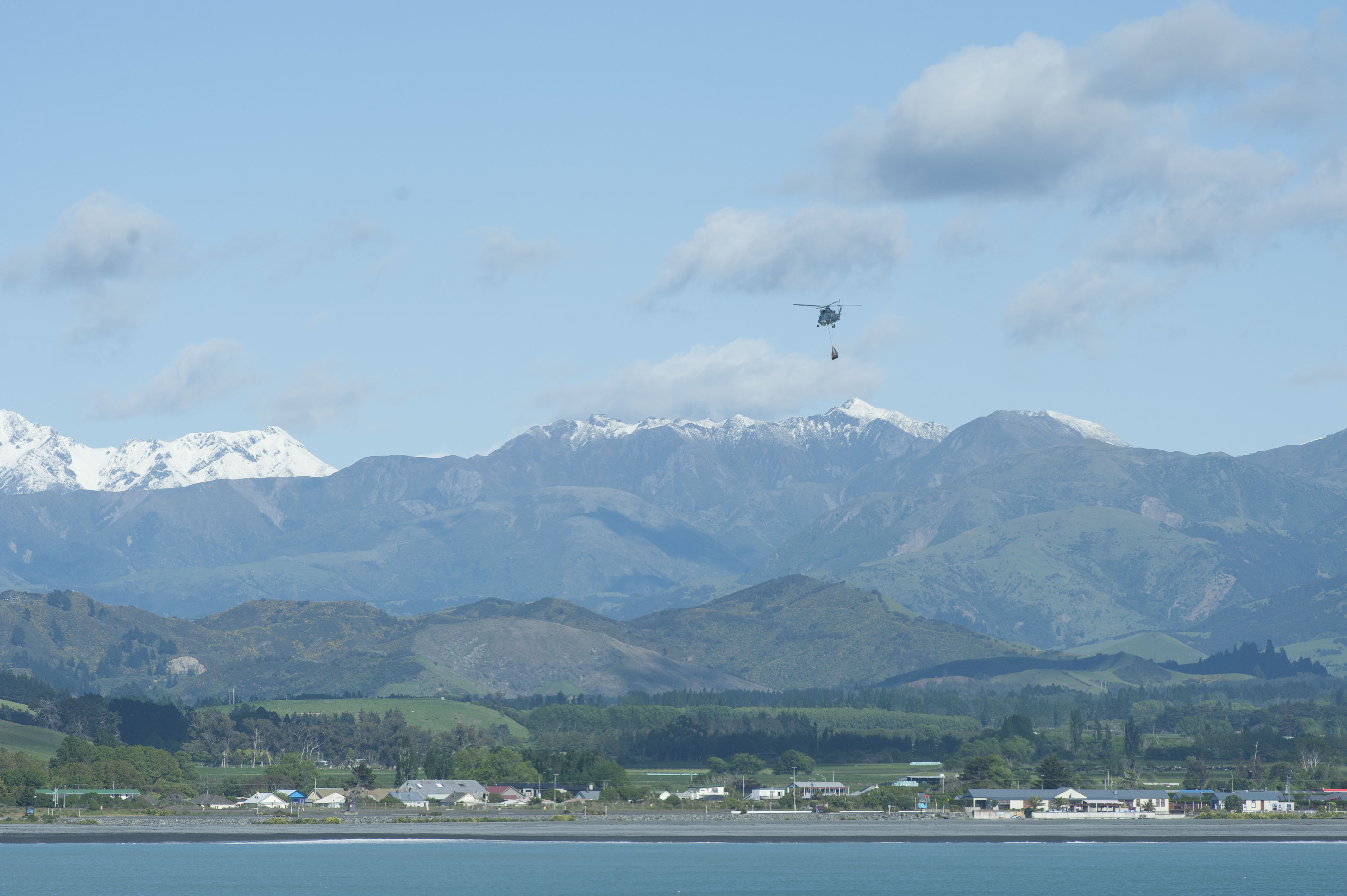
Утренний рейс снабжения с вертолета USS Sampson (DDG-102).
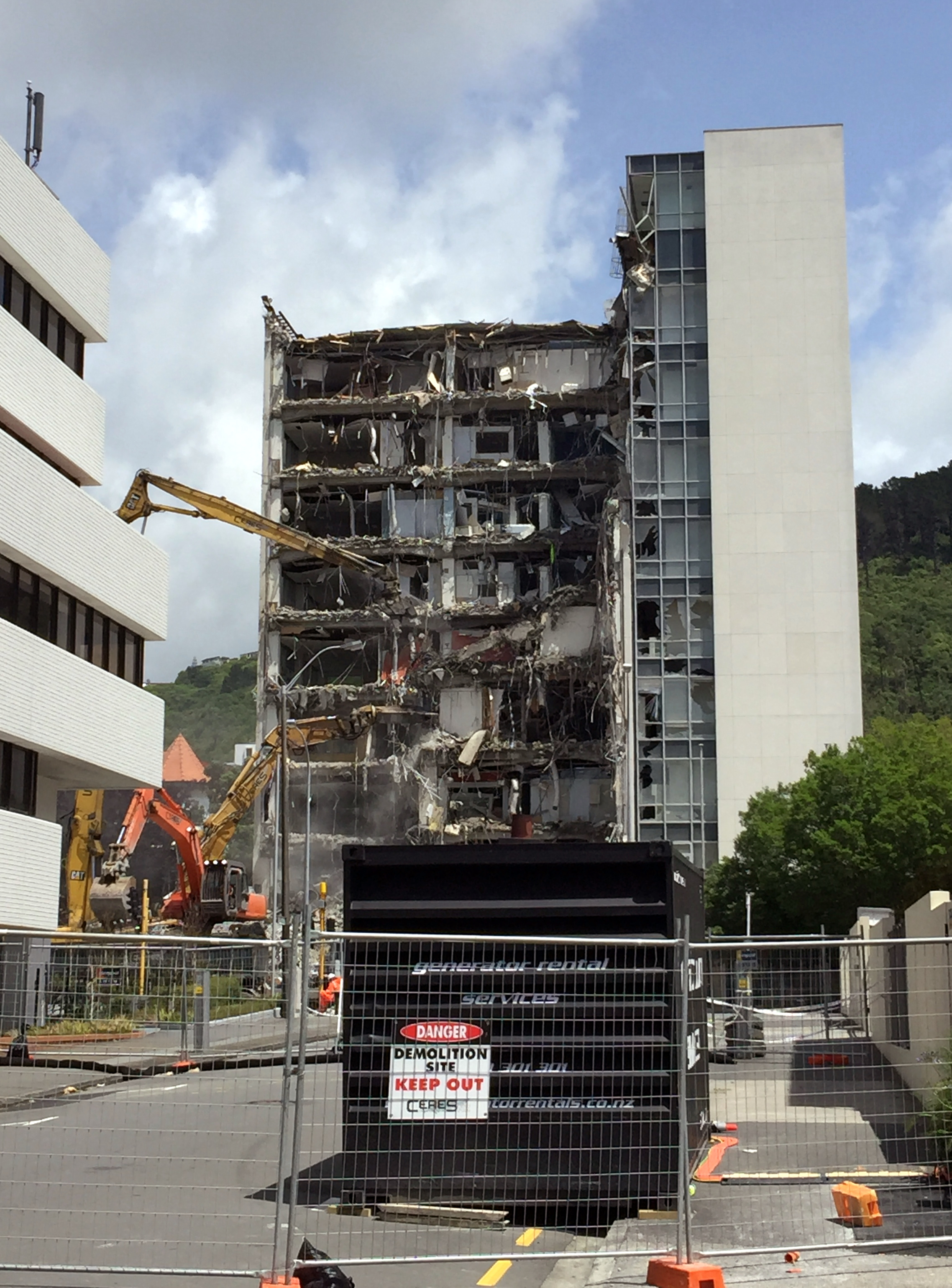
Снос здания на Моулсворт-стрит (Веллингтон)[англ.].
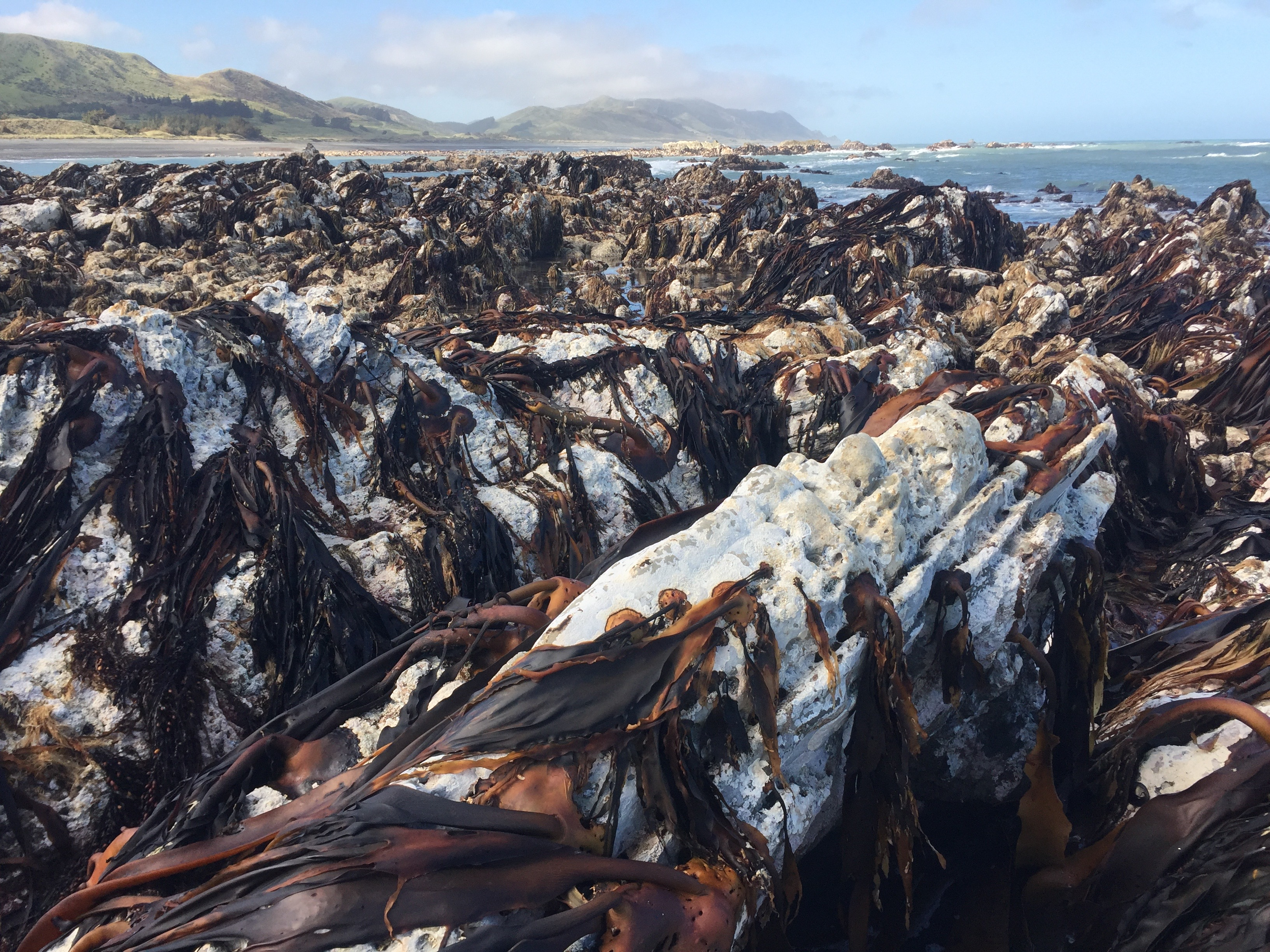
Землетрясение в прибрежных районах привело к масштабному отмиранию приливно-отливных организмов, таких как ламинария Durvillaea[англ.].
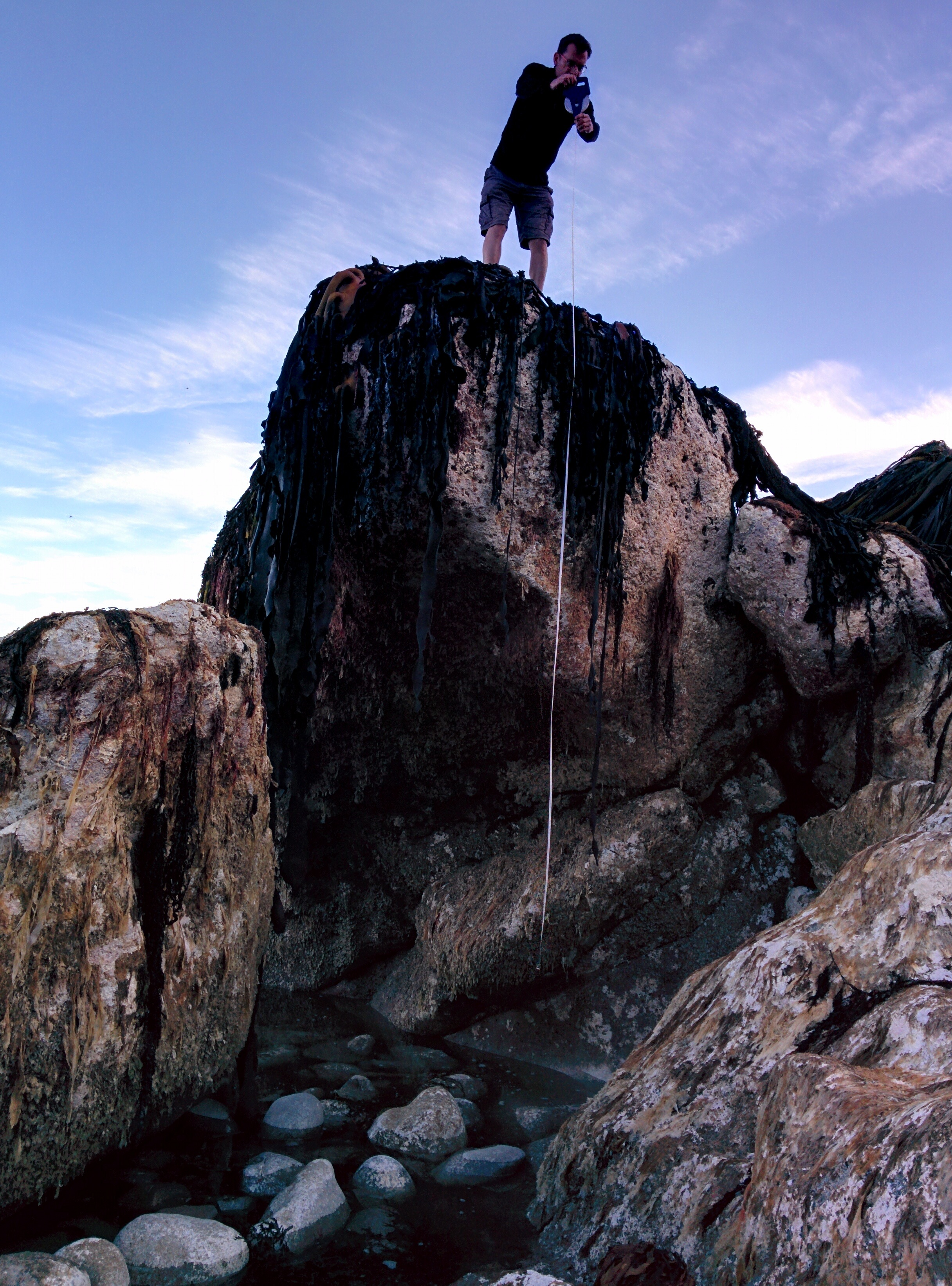
Подъём, измеренный в приливно-отливной зоне в Каикоуре.
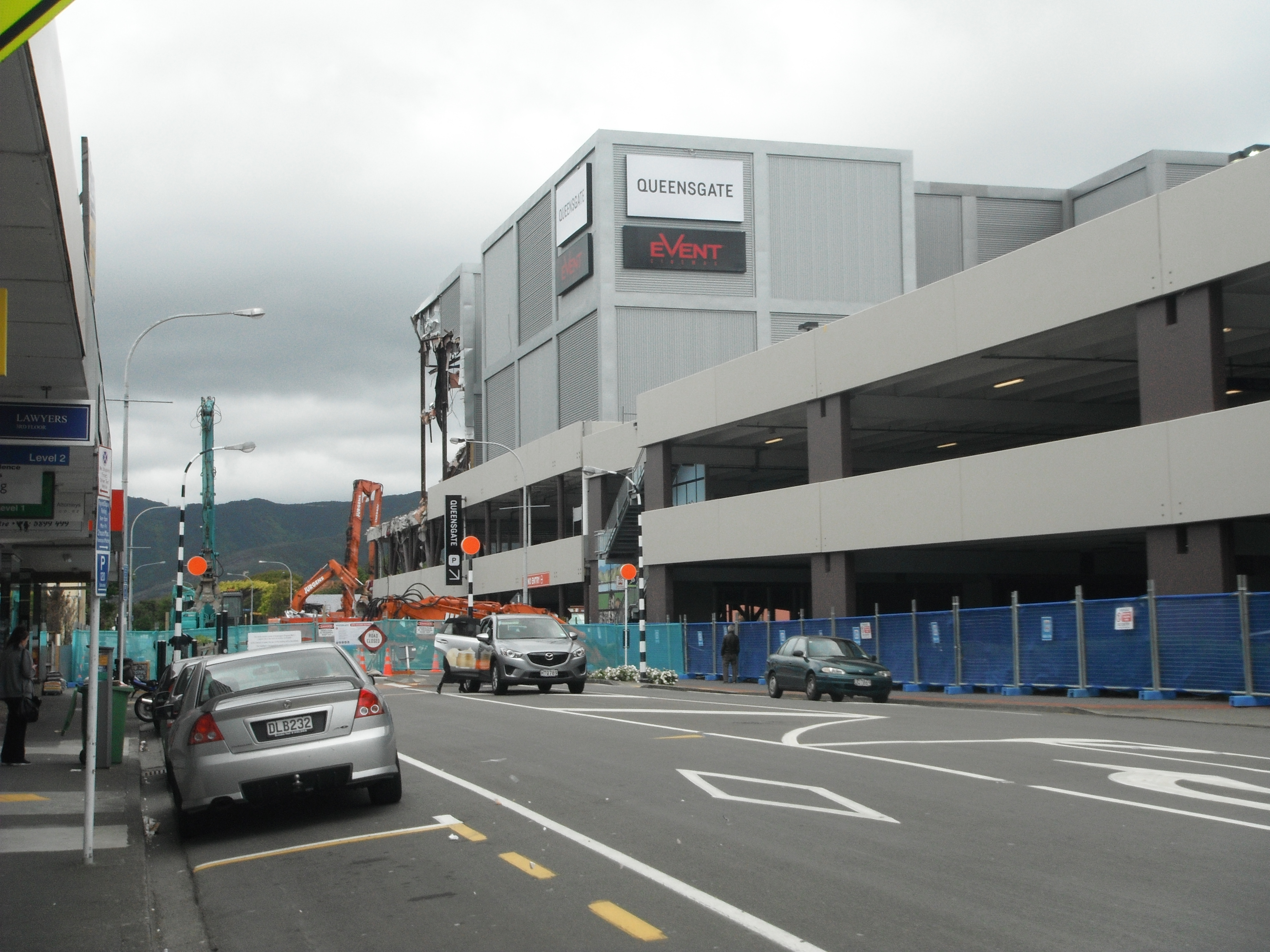
Снос повреждённого здания кинотеатра и парковки в торговом центре Queensgate[англ.], Лоуэр-Хатт.
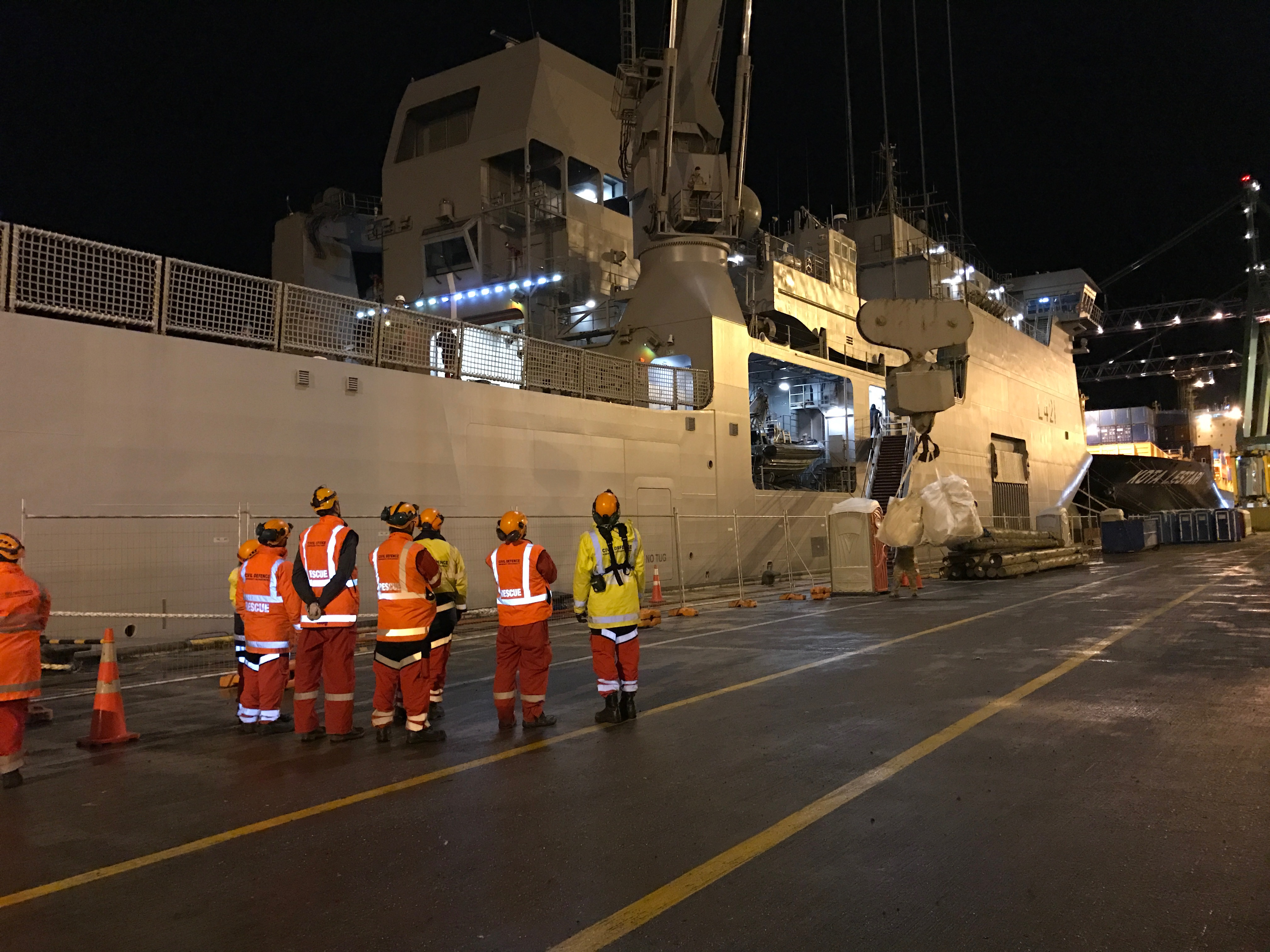
Багаж эвакуированных выгружают с HMNZS Canterbury.
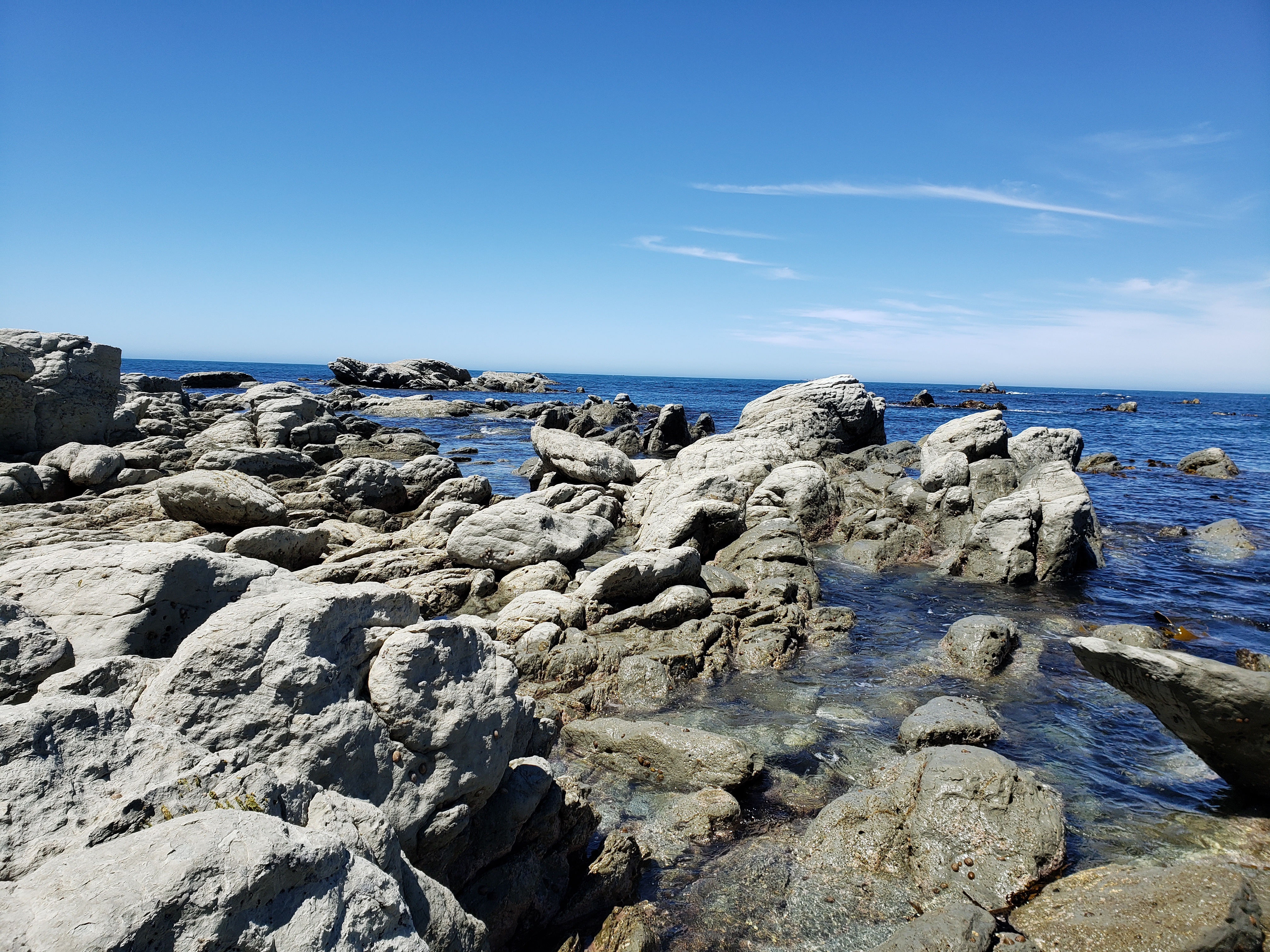
Поднятая береговая линия на полуострове Каикоура в 2020 году.
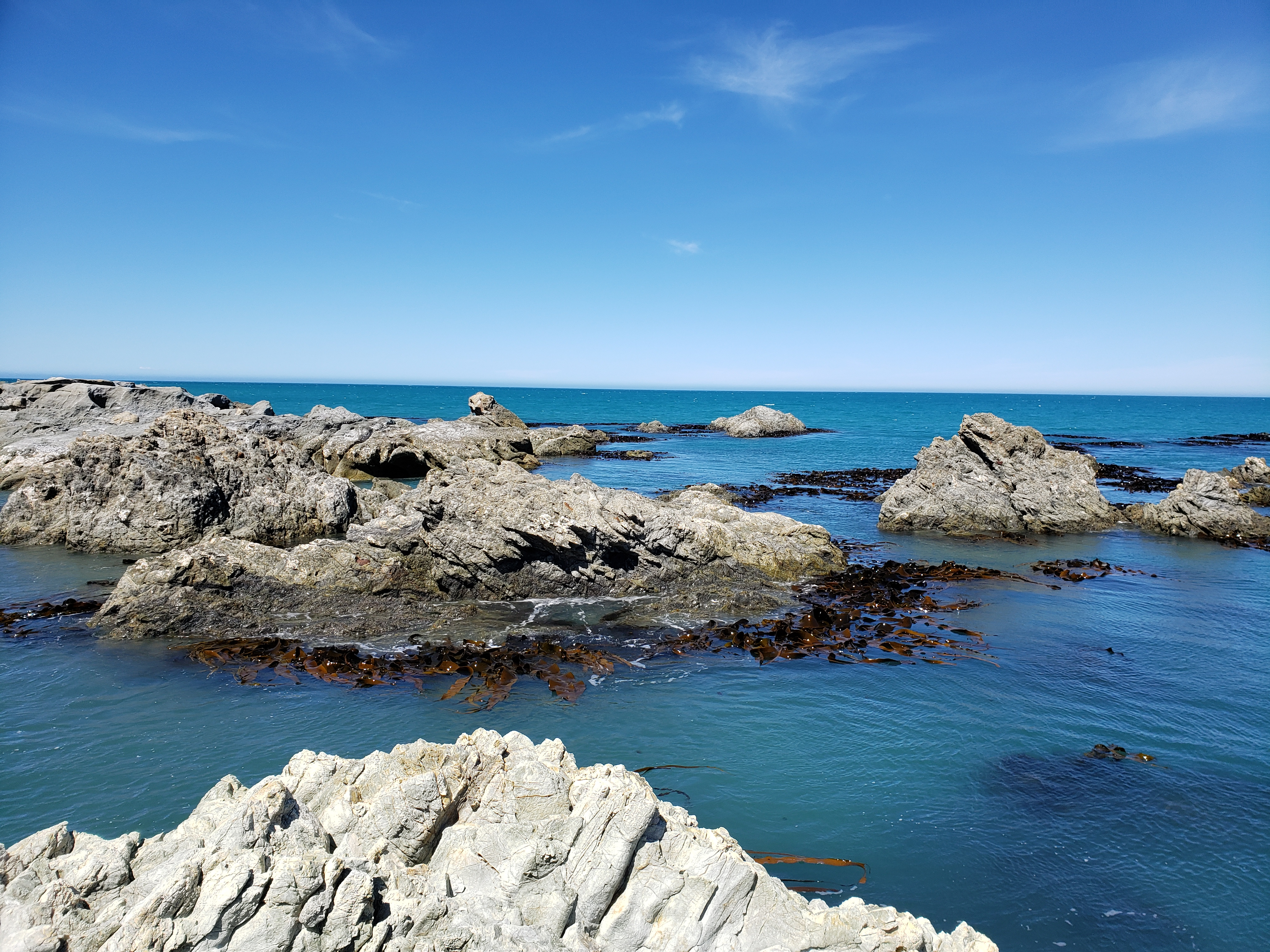
Поднятая береговая линия на пляже Уорд в 2020 году.